# 久野氏忠
久野 氏忠（くの うじただ、生年不詳 - 永禄3年5月19日（1560年6月12日））は、戦国時代の武将。今川義元の甥と云われる。
遠江久野氏、駿河江尻城主、久野宗衡の子とも。今川氏家臣として今川義元に従っていたが、桶狭間の戦いで義元と共に戦死した。